# Uncharted: Drake's Fortune Original Soundtrack from the Video Game
Uncharted: Drake's Fortune Original Soundtrack from the Video Game is een studioalbum waar de nummers op staan die gecomponeerd zijn door Greg Edmonson voor het computerspel Uncharted: Drake's Fortune.

## Tracklist
| Nr.     | Titel                              | Duur  |
| ------- | ---------------------------------- | ----- |
| 1.      | "Nate's Theme"                     | 1:46  |
| 2.      | "Grave Robbing"                    | 2:01  |
| 3.      | "Sir Francis Drake"                | 1:07  |
| 4.      | "The Search for El Dorado"         | 2:50  |
| 5.      | "Uncharted Island"                 | 3:08  |
| 6.      | "Plane-Wrecked"                    | 2:56  |
| 7.      | The Fortress"                      | 2:03  |
| 8.      | "Unlocking the Past"               | 3:36  |
| 9.      | "Drowned City"                     | 2:11  |
| 10.     | "Trapped"                          | 4:24  |
| 11.     | "Heading Upriver"                  | 2:36  |
| 12.     | "Sanctuary?"                       | 4:24  |
| 13.     | "Treasure Vault"                   | 3:25  |
| 14.     | "A Bitter End"                     | 1:12  |
| 15.     | "Unwelcome Guests"                 | 4:49  |
| 16.     | "The Bunker"                       | 4:37  |
| 17.     | "Drake's Elegy"                    | 1:57  |
| 18.     | "El Goddamn Dorado"                | 3:06  |
| 19.     | "Showdown"                         | 2:26  |
| 20.     | "Uncharted Theme"                  | 1:53  |
| 21.     | "Uncharted: The El Dorado Megamix" | 4:17  |
| Totaal: | Totaal:                            | 60:44 |